# Приволзьке (Саратовська область)
Приволзьке  — смт (з 1939) в Росії, у складі Енгельського району Саратовської області.
Населення 34 427 осіб (2009). 

## Географія
Розташований на лівому березі Волги, за 4 км на північний захід від міста Енгельса. Через селище проходить автомобільна дорога Р226. Сполучений автодорогою з Енгельсом і залізничним мостом - з Саратовом.
Поблизу селища знаходиться залізнична станція Анісівка - вузлова станція Саратовського відділення Приволзької залізниці.

## Історія
Статус селища міського типу — з 1939 року. Є промисловим передмістям міста Енгельса.

## Населення
| 1959    | 1970    | 1979    | 1989    | 2002    | 2009    | 2010    |
| ------- | ------- | ------- | ------- | ------- | ------- | ------- |
| 15 168  | ↗23 041 | ↗27 421 | ↗28 910 | ↗32 087 | ↗33 791 | ↗34 364 |
| 2011    | 2012    | 2013    | 2014    | 2015    | 2016    | 2017    |
| ↗34 367 | ↘34 364 | ↗34 427 | →34 427 | ↘34 239 | ↘34 142 | ↘34 029 |
| 2018    | 2019    | 2020    |         |         |         |         |
| ↘33 929 | ↘33 647 | ↘33 519 |         |         |         |         |